# Pierwomajskij (obwód orenburski)
Pierwomajskij (ros. Первомайский) – osiedle w Rosji, w obwodzie orenburskim, w rejonie orenburskim. W 2010 liczyło 7569 mieszkańców.